# Малый Балык
Ма́лый Балы́к — река в России, протекает в Ханты-Мансийском АО. Река впадает в реку Большой Балык, в 35 км от устья. Длина реки составляет 204 км, площадь водосборного бассейна — 2520 км². На реке расположен посёлок Сентябрьский.
Высота устья — 26 м над уровнем моря.

## Данные водного реестра
По данным государственного водного реестра России относится к Верхнеобскому бассейновому округу, водохозяйственный участок реки — Обь от города Нефтеюганск до впадения реки Иртыш, речной подбассейн реки — Обь ниже Ваха до впадения Иртыша. Речной бассейн реки — (Верхняя) Обь до впадения Иртыша.
Код объекта в государственном водном реестре — 13011100212115200049219.

### Притоки
(указано расстояние от устья)
- 55 км: река Тёпла
- 67 км: река Устинкина
- 75 км: река Ляркина
- 105 км: река Суйка
- 122 км: река Сугмутынъях
- 137 км: река Тихая
- 140 км: река Нумторъега
- 142 км: река Кутьях
- 166 км: река Кетмигый
- 186 км: река Безымянная
- 191 км: река Ветвистая